# Canadian Special Operations Forces Command
Das Canadian Special Operations Forces Command (CANSOFCOM; französisch: Commandement des Forces d'opérations spéciales du Canada – COMFOSCAN) ist ein teilstreitkraftübergreifendes Oberkommando, das sämtliche Spezialeinheiten des kanadischen Militärs führt.
Derzeitiger Kommandeur des CANSOFCOM ist seit 2021 Major-General Steve Boivin. Er löste damit Major-General Peter Dawe ab, welcher 2018 Michael Rouleau nachgefolgt war.

## Auftrag
Neben der operativen Führung von Sondereinsatzkräften ist das CANSOFCOM auch verantwortlich für das Erarbeiten von Ausbildungsrichtlinien, Einsatzdoktrinen und Beschaffungsplänen dieser Einheiten. Es stellt die Koordination der einzelnen Sondereinsatzverbände, deren Ausbildung und Bereitstellung sicher und berät den kanadischen Generalstab in Fragen der Sondereinsatzführung und -planung.
Das CANSOFCOM ist in der Lage, als eigenständiges Kommando Einsätze zu planen und zu führen, aber auch das Canadian Joint Operations Command (CJOC), mit allen ihm zur Verfügung stehenden Ressourcen zu unterstützen.

## Organisation
Das CANSOFCOM setzt sich aus folgenden Truppenteilen zusammen:
- Joint Task Force 2 (JTF 2), eine Spezialeinheit zur Terrorismusbekämpfung und Geiselbefreiung, Dwyer Hill Training Centre, südlich von Ottawa, in Verlagerung nach CFB Trenton
- Canadian Joint Incident Response Unit (CJIRU), CFB Kingston und CFB Trenton
- Canadian Special Operations Regiment (CSOR), CFB Petawawa
- 427 Special Operations Aviation Squadron (427 SOAS), CFB Petawawa
- Canadian Special Operations Training Centre (CSOTC), CFB Petawawa

## Ausrüstung
Alle Mitglieder des CANSOFCOM tragen ein braunes Barett unabhängig von ihrer ursprünglichen Teilstreitkraft oder ihrem Einsatzgebiet, mit dem jeweiligen Abzeichen ihrer Waffengattung (beziehungsweise Einheit).

## Abgrenzung
Obwohl die Elite-Soldaten der kanadischen Streitkräfte durch ein rigoroses Auswahlverfahren gehen, werden nicht alle Sonderverwendungen unter dem Begriff Special Forces subsumiert. Beispielsweise gibt es Spezialausbildungen für Scharfschützen, Fallschirmjäger und Aufklärer (Fährtenleser) beim Heer und Kampftaucher bei der Marine, die in Kanada nicht als Special Forces gelten, aber überdurchschnittlich ausgebildet sind.
Der Unterschied zwischen SF / Special Forces und SOF / Special Operation Forces wird so wie in den meisten Armeen der Welt gehandhabt. Wie aber bereits die Abkürzung besagt, handelt es sich beim CANSOFCOM um eine eigene Teilstreitkraft, die nicht alle Spezialisierten Truppen (SF) beinhaltet.